# Rana leybarensis
Espèce
"Rana" leybarensis est une espèce d'amphibiens de la famille des Ranidae dont la position taxonomique est incertaine (incertae sedis).

## Répartition
Cette espèce a été découverte au Sénégal.

## Publication originale
- Lataste, 1886 : Description d'une nouvelle grenouille du Sénégal. Le Naturaliste, Paris, vol. 8, p. 230-231 (texte intégral).